# Cantone di Roisel
Il Cantone di Roisel era una divisione amministrativa dell'arrondissement di Péronne.
È stato soppresso a seguito della riforma complessiva dei cantoni del 2014, che è entrata in vigore con le elezioni dipartimentali del 2015.
Comprendeva i comuni di:
- Aizecourt-le-Bas
- Bernes
- Driencourt
- Épehy
- Fins
- Guyencourt-Saulcourt
- Hancourt
- Hervilly
- Hesbécourt
- Heudicourt
- Liéramont
- Longavesnes
- Marquaix
- Pœuilly
- Roisel
- Ronssoy
- Sorel
- Templeux-la-Fosse
- Templeux-le-Guérard
- Tincourt-Boucly
- Villers-Faucon
- Vraignes-en-Vermandois